# Demos
|  | For tænketank se Demos (britisk tænketank) − For geografisk inddeling af Attika se Deme |
Forlaget Demos er et socialistisk forlag, et pladeselskab, en boghandel og en forening, der blev oprettet den 25. september 1969. Det blev startet på intiativ af De Danske Vietnamkomiteer.
Forlaget Demos blev oprindeligt oprettet i perioden 1967 til 1968 på privat basis af Erik Jensen og Birger Kledal, der begge var historiestuderende og tilknyttet De Storkøbenhavnske Vietnamkomitéer. Forlaget importerede og videresolgte vietnamesisk litteratur, og alternative tidsskrifter og bøger fra det nye venstre i USA. Den første udgivelse var Jack Newfields bog Profeterne fra 1968, der netop omhandlede den nye venstrefløj i USA.
Dette forlag blev i 1969 omdannet til et anpartsselskab under De Danske Vietnamkomiteer og holdt sin stiftende generalforsamling 25. september 1969. De var fire stiftere: Jensen, Kledal, Arne Herløv Petersen og Vagn Søndergaard. Flere af dem havde rødder i DKU. Søndergaard blev den centrale redaktør på forlaget. Karsten Sommer blev producer på pladeselskabet. 
I 1969 åbnede Demos en butik i Grønnegade 37 i Københavns indre by. Butikken fik siden skiftende adresser indtil den mere permanent i 1987 flyttede til Elmegade 27 på Nørrebro, hvor den har til huse i dag.
I 1979 lukkede Forlaget Demos på grund af økonomiske problemer og blev omdannet til en forening. I den nye forening indgik Dokumentationsgruppen, der på lige fod med Demos oprindeligt havde været en Vietnamkomité. Gruppen havde fra starten delt adresser med Forlaget Demos og fået udgivet materialer på forlaget. Dokumentationsgruppen blev en central del af den nye forening. Den arbejdede og arbejder fortsat med indsamling af information om den yderste højrefløj, statsmagtens samarbejde med højrefløjen, deres brug af overvågning og aflytning af den politisk aktive venstrefløj, forfølgelse af aktivister og undergravende virksomhed overfor legale politiske initiativer. Desuden med indsamling af viden om våbenindustri, våbenudvikling og overvågningsteknikker med henblik på offentliggørelse. 

I DEMOS Nyhedsbrev nr. 27 1993 hedder det om foreningen:
"Foreningen Demos blev stiftet i 1979 med det formål at videreføre de politiske erfaringer som vi fik i arbejdet med De Danske Vietnamkomiteer og i forlaget Demos, der blev stiftet i 1969. Vi arbejder på et socialistisk og anti-imperialistisk grundlag, og er uden fast tilknytning til nogen af de eksisterende grupper på venstrefløjen. Vi bruger foreningen til at bekæmpe højrekræfterne og samarbejder med andre grupper om at ændre samfundet i socialistisk retning." 
Rent ideologisk har Demos beskrevet sig selv som en del af den revolutionære venstrefløj. Demos har forsøgt at få Den Danske Forening kvalificeret som "racistisk", hvilket imidlertid ikke lykkedes, idet foreningen rensede sig via injurieretssager.

## Andre organiseringer og virksomheder, der udspringer af Demos
Vagn Søndergaard var i 1971 medstifter af Bøssernes Befrielsesfront, som Demos fik et tæt forhold til, hvilket bl. a. udmøntede sig i udgivelsen af grammofonpladen Bøsse i 1975.
Det politiske pladeselskab ULO records blev startet i Grønland i 1976 af folk, der i 1975 var blevet fyret fra forlaget og pladeselskabet Demos, grundet de økonomiske problemer i virksomheden. ULO blev etableret med et ønske om at skabe et grønlandsk side-label til Demos. ULO var tilsluttet den internationale musikpolitiske bevægelse Rock Against Racism. I 1980 blev Karsten Sommer daglig leder af ULO. 
I 1976 opstod der uoverensstemmelser i Demos, som medførte at en gruppe brød ud og startede deres egen virksomhed, som blev til Københavns Bogcafé. Den fik lokaler på Kultorvet i København og blev i en længere periode den mest kommercielt succesfulde blandt datidens politiske bogcafeer. Bogcafeen lukkede dog i 1983.

## Udgivelser af bøger, tidsskrifter og småtryk i udvalg

### 1968
- Newfield, Jack (1968). Profeterne : det nye venstre i Amerika. Demos.

### 1970
- Magdoff, Harry (1970). Imperialismens epoke. Demos. ISBN 87-997018-1-2.
- Portugal og NATO. Imperialistserien. Demos. 1970. ISBN 87-997018-2-0.
- Jalée, Pierre (1970). Imperialismen i 70'erne. Demos. ISBN 87-997018-6-3.
- Giap, vo Nguyen (1970). Folkekrig - folkehær. Imperialistserien. Demos. ISBN 87-997018-5-5.
- Grækenland og NATO. Imperialistserien. Demos. 1970. ISBN 87-997018-4-7.
- Marighella, Carlos (1970). Håndbog i by-guerilla. Imperialistserien. Demos.
- Hô Chí Minh (1970). Dagbog fra fængslet. Kbh.: Demos. ISBN 87-997018-9-8.

### 1971
- Tortur i Brasilien. Demos dokument. Demos. 1971. ISBN 87-87337-00-2.
- En pjece om Fællesmarkedet : EEC - et barn af borgerskabet. Demos. 1971. ISBN 87-87337-05-3.
- Jensen, Knud (1971). Danmark i Sydøstasien. Demos. ISBN 87-87337-04-5.
- Kristensen, Nina Møller (1971). En billedbog om fællesmarkedet. Demos. ISBN 87-87337-06-1.
- Grundlag for en løsning af Vietnam-problemet. Demos dokument. Demos. 1971. ISBN 87-87337-13-4.
- Lenin, V. I. (1971). Om gadekampen : artikler 1905-06. Imperialistserien. Demos. ISBN 87-87337-03-7.
- Jensen, Knud (1971). Vietnams historie : nogle hovedtræk. Demos dokument. Demos. ISBN 87-87337-01-0.
- Jensen, Paul Erik (1971). Indonesien. Imperialistserien. Demos. ISBN 87-87337-09-6.
- Guevara, Ernesto Che (1971). Guerillakrig. Imperialistserien. Demos. ISBN 87-997018-7-1.
- Elmqvist, Annika (1971). Historiebogen (2. opl udgave). Kbh., tr. Viborg: Demos.
- Madsen, Finn Ejnar (1971). En politisk domstol : verdensbankdemonstranterne : Finn Ejnar Madsens forsvarstale. Demos debat. Demos. ISBN 87-87337-02-9.

### 1972
- Krag, Mette (1972). Fremtidens Danmark : et debatstykke om Fællesmarkedet. Demos debat. Demos. ISBN 87-87337-22-3.
- De revolutionære befrielseskrige i Angola, Guinea-Bissao og Mozambique. Kbh.: Demos. 1972. ISBN 87-87337-15-0.
- Røde Mor (1972). August og Sofie. Vol. 1-3. Kbh.: Demos.
- Cabral, Amilcar (1972). Revolutionen i Guinea. Imperialistserien. Demos. ISBN 87-87337-23-1.
- Røde Mor (1972). Kollektive billeder. Marselis. ISBN 87-87457-02-4.
- Giap, vo Nguyen (1972). Dien Bien Phu. Demos. ISBN 87-87337-25-8.
- Digte er våben : kampdigte fra tre kontinenter. Kbh.: Demos. 1972. ISBN 87-87337-17-7.
- Udvikling af underudvikling. Kbh.: Demos. 1972. ISBN 87-87337-18-5.
- Nguyen Khac Vien (1972). Den amerikanske neo-kolonialisme. Kbh.: Demos. ISBN 87-87337-19-3.
- 13 moderne vietnamesiske noveller. Demos. 1972. ISBN 87-87337-26-6.
- 2. oktober : 13 sange om EF. Kbh.: Demos. 1972.
- Minty, Abdul S. (1972). Sydafrika. Imperialistserien, 9. Demos. ISBN 87-87337-14-2.
- Olsen, Moses (1972). Grønland og EF. Demos debat. Kbh: Demos.

### 1973
- Lærlinge og soldater : tegneseriehefte. Kbh.: Demos. 1973.
- Under dansk splitflag - en bog om ØK. Demos. 1973. ISBN 87-87337-28-2.
- Cambodia. Demos. 1973. ISBN 87-87337-30-4.
- Altvater, E. (1973). Kapitalismens valutakriser. Demos. ISBN 87-87337-33-9.
- Danmark og NATO : en dokumentationspjece om NATO, som et redskab for imperialismen. Kbh.: Demos. 1973. ISBN 87-87337-32-0.
- Lu, Xun (1973). Nytårsfest : en tegneserie fra Kina efter novelle. Demos. ISBN 87-87337-37-1.
- Historien om Alberto og Rufina : rapport fra Lima - Peru. Skipper Klement. 1973.
- DDVs Dokumentationsgruppe (1973). Rustningsindustri og krigsforskning i Danmark. København: Demos. ISBN 0-08-733729-0.
- Babylon : Politiske tekster til brug for gymnasiet og HF. Kbh.: Demos. 1973.
- Narve Trædal-sagen : Nato-øvelser vendt mod befolkningen. Kbh.: Demos. 1973.
- Josefine, 5, Zimbabwe, Afrika. Demos børnebøger. Kbh: Demos. 1973.

- Behrend, Sven (1973). Babylon : Politiske tekster til brug for gymnasiet og HF. Kbh.: Demos.
- Højgaard, Gunna (1973). La cucaracha : lærebog i latinamerikansk spansk : begyndere og fortsættere (2. oplag udgave). Demos. ISBN 87-980254-0-6.
- Fisk, fiskeri, fiskerigrænser : en debatbog om fiskeriet i Nordatlanten. Demos. 1973. ISBN 87-87337-36-3.

### 1974
- Plum, Harald (1974). Arbejdspapirer om arbejdskraftmarkedet : dets organisationer, regler og rettigheder : dets historiske udvikling og skoling (3. reviderede oplag udgave). 1. Maj Fonden.
- Mao, Tse-tung (1974). Udvalgte skrifter. Demos. ISBN 87-87337-39-8.
- Rapport fra et skibsværft : svejsning, sundhedsfarer og ulykker på B & W. Kbh.: Demos. 1974. ISBN 87-87337-46-0.
- Kågeson, Per (1974). Stop atomkraften!. Demos. ISBN 87-87337-40-1.
- Due, Jesper (1974). Thyra Nielsen, Hurup : beretningen om, hvordan arbejdsformidling og arbejdsgivere i et egnsudviklingsområde bekæmper faglig aktivitet. Demos. ISBN 87-87337-42-8.
- Bettelheim, Charles (1974). Kulturrevolution og industriel organisation i Kina. Demos. ISBN 87-87337-44-4.
- "Vi vil have klar besked". Demos børnebøger. Finn Barlby (trans.). Demos. 1974. ISBN 87-87337-47-9.{{cite book}}:  CS1-vedligeholdelse: others (link)
- Søegaard Andersen, Mogens (1974). Rapport fra Nørrebro : en beskrivelse af bydelen Nørrebro i København. Demos. ISBN 87-87337-43-6.
- Ovesen, Hans (1974). Jeg hedder Won Nam og bor i Nordkorea. Demos børnebøger, 3. Demos. ISBN 87-87337-45-2.
- Internationale : Eugene Pottier's tekst 1871. Ivan Malinovski (overs.). Kbh.: Demos. 1974.{{cite book}}:  CS1-vedligeholdelse: others (link)

### 1975
- Liang, Hsin; Sun, Yu-chieh; Li, Tzu-shun (1975). Det røde kvindekompagni. Finn Barlby (overs.). Kbh.: Demos. ISBN 87-87337-49-5.
- Madsen, Carl (1975). Når bladene falder : udvalgte taler og skrifter (1.-2. oplag udgave). Demos. ISBN 87-87337-48-7.
- Rius (1975). Marx for begyndere : en slags introduktion til studiet af marxismen. Demos. ISBN 87-87337-60-6.
- Friis, Tove (1975). - bare en vare : en bog om danske rengøringskvinder (1. udgave, 2. oplag udgave). Kbh.: Demos. ISBN 87-87337-59-2.
- Viemose, Jørgen (1976). Dansk kolonipolitik i Grønland. Kbh: Demos. ISBN 87-87337-75-4.
- Madsen, Carl (1975). DKP's programudkast : en kommentar. Demos debat, 4. Demos. ISBN 87-87337-57-6.
- Unbehaun, Jochen (1975). "Folk og røvere i Bjerget". Demos børnebøger, 4. Demos. ISBN 87-87337-54-1.
- Da julemændene kom til byen med Solvognen. Kbh.: Demos. 1975.
- Andersen, Heine (1975). Kritik af kapitallogikken : om krise-, stats- og videnskabsteorien hos Altvater, Cogoy, Mattick, Reichelt, Schanz ... et al. Demos. ISBN 87-87337-58-4.
- Hô Chí Minh (1975). Frihedens værksted : udvalgte tekster. Kbh.: Demos. ISBN 87-87337-34-7.
- Andersen, Inge (1975). Arbejdsmand i Køge : en undersøgelse af hyppigheder og årsager til førtidspension hos DASF og Træindustriarbejdernes Fagforening i Køge. Kbh.: Demos. ISBN 87-87337-50-9.

### 1976
- Rebild-bogen : undertrykkelse, teater, medier, meningsdannelse : en dokumentation for skole og hjem. Kbh.: Demos. 1976. ISBN 87-87337-68-1.
- Oani, Tval (1976). Vietnambogen. Kbh.: Demos. ISBN 87-87337-64-9.
- Højgaard, Gunna (1976). La batea (2. oplag udgave). Kbh.: Demos. ISBN 87-87337-65-7.
- Meinhof, Ulrike (1976). Sidste tekster : om den væbnede kamp mod imperialisme og kapitalisme. Demos debat, 5. Kbh.: Demos. ISBN 87-87337-66-5.
- Nielsen, Poul V. (1976). Mig og socialismen. Kbh.: Demos. ISBN 87-87337-63-0.
- Karl, Terry (1976). Dragens børn : en fortælling fra Viet Nam. Demos børnebøger, 5 (1. udgave, 1. oplag udgave). Kbh.: Demos. ISBN 87-87337-51-7.
- Jalée, Pierre (1976). Den kapitalistiske udbytning : en indføring i marxismen (1. udgave, 1. oplag udgave). Kbh.: Demos. ISBN 87-87337-62-2.
- Rasmussen, Gunnar (1976). Det småborgerlige oprør (1. oplag udgave). Kbh.: Demos. ISBN 87-87337-70-3.
- Røde Mor kunstnerkollektiv (1976). Billedroman (2. oplag udgave). Kbh.: Demos. ISBN 87-87337-67-3.

### 1977
- Klassekamp bag kulisserne. Hvorledes borgerskabet inddæmmer revolutionen og bekæmper de revolutionære. Kbh.: Demos. 1977. ISBN 87-87337-84-3.
- Nielsen, Keld Løvetand (1977). Al magt til kærligheden. Kbh.: Demos. ISBN 87-87337-80-0.
- Kinesiske børnesange. Ole Bundgaard, Henrik Høgh (red.) (2. oplag udgave). Kbh.: Demos. 1976.{{cite book}}:  CS1-vedligeholdelse: others (link)
- Kvindeballadegruppen (1977). Kvindeballade. Kbh.: Demos.
- Trease, Geoffrey (1977). Kammerat Robin : historien om Robin Hood og den store plan. Demos børnebøger, 6. Kbh.: Demos. ISBN 87-87337-77-0.
- Nielsen, Poul V. (1977). Fremskridtsarbejderen - kammerat og fjende. Demos debat. Kbh.: Demos. ISBN 87-87337-74-6.
- Høst-Madsen, Bente (1977). Carl Madsen - en bibliografi. Kbh.: Demos. ISBN 87-87337-73-8.
- Kitaj, Torben (1977). Bananbogen (2. oplag udgave). Kbh.: Demos. ISBN 87-87337-71-1.
- Kopart, Henning H.; Sørensen, Inge M. L. (1977). Børnemishandling: en kritik af nogle årsagsforklaringer og deres politiske konsekvenser. Kbh.: Demos.
- Jensen, Tove (1977). Kildegårdsmøde III : - gå imod højredrejningen, ø-lejr fra søndag d. 31. juli til søndag d. 7. aug. 77. Kbh: Demos.

- Li, Chun (1977). Pigen fra folkekommunen. En Demos tegneserie. Kbh.: Demos. ISBN 87-87337-76-2.
- Bryggerirapportgruppen (1977). Bryggerirapporten (3. ajourførte oplag Ny udgave). Kbh.: Demos. ISBN 87-87337-78-9.
- Sørensen, Poul (1977). En beskidt historie. Demos børnebøger, 7. Kbh.: Demos. ISBN 87-87337-82-7.
- Mennesker i et saneringskvarter : interviews fra Vesterbro. Kbh.: Demos. 1977. ISBN 87-87337-81-9.
- Undergravende virksomhed : beretning fra Kommissionsdomstolen af 13. juli 1977. Hvorledes borgerskabet inddæmmer revolutionen og bekæmper de revolutionære, 2. Kbh.: Demos. 1977. ISBN 87-87337-90-8.
- 10 andre sange for børn og voksne (2. oplag udgave). Kbh.: Demos. 1977. ISBN 87-87337-79-7.

### 1978
- Jansson, Merete (1978). Sundhedsvæsenets begrænsning i et sygt samfund. Kbh.: Demos. ISBN 87-87337-88-6.
- Bison, H. (1978). Det frie ords bestyrelse. Kbh.: Demos. ISBN 87-87337-89-4.
- Højgaard, Gunna (1978). Kære forældre. Kbh.: Demos. ISBN 87-87337-93-2.
- Venstresocialisterne Rådsgruppen (1978). Hvorfor rådsstrategi? : debatoplæg om rådssocialisme om modsætninger på venstrefløjen og om VS-Rådsgruppen. Kbh.: Demos. ISBN 87-87337-91-6.
- Bjarne Jes Hansen; Rømer, Lotte (1978). Sange for børn og andre mennesker : fra pladerne med Bjarne Jes Hansen : for 1 stemme med becifring (Noder udgave). Kbh.: Demos. ISBN 87-87337-85-1.
- Kopart, Henning H. (1978). Børnemishandling : en kritik af nogle årsagsforklaringer og deres politiske konsekvenser. Kbh.: Demos. ISBN 87-87337-83-5.
- Jacobsen, Bent (1978). Bøsse (Noder udgave). Kbh.: Demos.
- Asturias, Miguel Ángel (1978). Lysvågent forår. Kbh.: Demos. ISBN 87-87337-87-8.
- Kyhn, Carsten (1978). En undertrykt sandhed : en analyse af debatten omkring "Et undertrykt folk har altid ret". Demos debat, 6 {i. e. 7} (1. oplag udgave). Kbh.: Demos. ISBN 87-87337-99-1.
- Unbehaun, Jochen (1978). En nat i middelalderen. Kbh.: Demos. ISBN 87-87337-95-9.
- Turin, Adela (1978). Historien om bonoboerne der gik med briller. Kbh.: Demos. ISBN 87-87337-92-4.
- Baker, Patricia (1978). Feministisk selvforsvar. Kbh.: Demos. ISBN 87-87337-94-0.
- DDVs Dokumentationsgruppe (1978). Under dække : efterretninger om samspillet mellem NATO-politikere, efterretningstjenester og højre-ekstremistiske grupper. Hvorledes borgerskabet inddæmmer revolutionen og bekæmper de revolutionære, 3. Kbh.: Demos. ISBN 87-87337-98-3.
- Belotti, Elena Gianini (1978). Sådan bliver du pige (2. oplag udgave). Kbh.: Demos, Kønspolitisk Gruppe. ISBN 87-87337-97-5.
- Braverman, Harry (1978). Arbejde og monopolkapital. Kbh.: Demos. ISBN 87-87337-96-7.

## Musikudgivelser
Fre 1970 har forlaget udover bøger udgivet en lang række både singler og LP'er, primært politisk rock- og folkmusik. De mange kunstnere udgivet på Demos tæller blandt andre Røde Mor, Jomfru Ane Band og grønlandske Sume.
Demos udgav i 2015 - efter 38 års pause - den flytningepolitiske single "Bryd det ned - Byg det op" skrevet af musikeren Karina Willumsen. I foråret 2016 udgav forlaget albummet Sociale Rekvisitter ligeledes skrevet af Karina Willumsen.
| Katalognummer | Udgivelse                                                                     | Årstal |
| ------------- | ----------------------------------------------------------------------------- | ------ |
| Demos 1       | Røde Mor – Johnny Gennem Ild Og Vand                                          | 1970   |
| Demos 2       | Benny Holst & Jesper Jensen – Den Første Maj                                  | 1971   |
| Demos 3       | Benny Holst – En Arbejders Liv Er Penge Værd For Andre                        | 1971   |
| Demos 4       | Slumstormerne – Det Kan Blive Bedre Kammerat                                  | 1971   |
| Demos 5       | De Fortabte Spillemænd – Mens Dagene Er Dystre                                | 1971   |
| Demos 6       | Røde Mor - Rok Ork                                                            | 1971   |
| Demos 7       | EF-Gruppen - 2. Oktober                                                       | 1972   |
| Demos 8       | Povl Dissing Med EF-Gruppen – Nej, Nej, Nej Til EEC                           | 1972   |
| Demos 9       | Røde Klaus & Soul Service – Superfællesmarkedet                               | 1972   |
| Demos 10      | Røde Mor - Ta' Hvad Der Er Dit                                                | 1972   |
| Demos 11      | Typografer På Politiken – Strejken På Politiken                               | 1972   |
| Demos 12      | Avi Sagild Og Skifteholdet – Vi Har Den Samme Fjende                          | 1973   |
| Demos 13      | Sume - Sumut                                                                  | 1973   |
| Demos 14      | Jens Hendriksenip Nipillersortartue – Qutdligssat                             | 1973   |
| Demos 15      | Den Røde Lue – Se Dig Godt Omkring (Sange For Børn Og Andre Mennesker)        | 1973   |
| Demos 16      | Oktober - Fortsæt Kampen                                                      | 1973   |
| Demos 17      | Røde Mor – Grillbaren                                                         | 1973   |
| Demos 18      | Kvinder I Danmark – Kvinder I Danmark                                         | 1973   |
| Demos 19      | Fria Proteatern (NJA Gruppen) – Koncert i København Okt. 1973                 | 1974   |
| Demos 20      | Sume – Inuit Nunaat                                                           | 1974   |
| Demos 21      | Blue Sun – 2 Christianiasange                                                 | 1974   |
| Demos 22      | Arne Würgler – Frispark                                                       | 1974   |
| Demos 23      | Røde Mor – Linie 3                                                            | 1975   |
| Demos 24      | Bent Jacobsen – Bøsse                                                         | 1975   |
| Demos 25      | Jammersminde – ØK-opera Og Andre Sange                                        | 1975   |
| Demos 26      | Niels Skousen – Palads Af Glas                                                | 1975   |
| Demos 27      | Rasmus Lyberth – Erningâ (Til Min Søn)                                        | 1975   |
| Demos 28      | Valseværket – Valseværket                                                     | 1976   |
| Demos 29      | (Aldrig udkommet)                                                             | N/A    |
| Demos 30-31   | Røde Mor Rock-Cirkus - Betonhjertet                                           | 1976   |
| Demos 32      | Solvognen – Elverhøj På Christiania                                           | 1976   |
| Demos 33      | Den Syngende Strejkes Kor Og Orkester – Den Syngende Strejkes Kor Og Orkester | 1976   |
| Demos 34      | Bjarne Jes Hansen – Sange For Børn Og Andre Mennesker 2                       | 1976   |
| Demos 35      | Jomfru Ane - Jomfru Ane                                                       | 1977   |
| Demos 36      | Kvindeballadegruppen – Kvindeballade                                          | 1977   |
| Demos 37      | Demos Samlet (Opsamling)                                                      | 1976   |
| Demos 38      | Anders Koppel – Aftenlandet & Regnbuefuglen                                   | 1977   |
| Demos 39      | Delta – 2200                                                                  | 1977   |
| Demos 40      | Oktober - Oktober                                                             | 1977   |
| Demos 41      | Jomfru Ane - Stormfulde Højder                                                | 1977   |
| Demos 42      | Solvognen - Købmandsliv                                                       | 1977   |
| Demos 43      | Nørrebros Beboeraktion – Stenbrosange: Om Todesgade Blokaden Og Egons Plan    | 1977   |
| Demos 44      | Modspillerne - Sange om Idræt                                                 | 1978   |
| Demos 45      | Hermann - Vejen Ud                                                            | 1978   |
| Demos 46      | Diverse – International Kvindemusikfestival 78 (Min Søsters Stemme)           | 1978   |
| Demos 2015    | Karina Willumsen – Bryd Det Ned, Byg Det Op                                   | 2015   |
| Demos 2016    | Karina Willumsen – Sociale Rekvisitter                                        | 2016   |

Demos har desuden udgivet børnemusik gennem underforlaget Sange For Børn Og Andre Mennesker, samt albums fra chilenske kunstnere i eksil, heriblandt Quilapayún og Inti-Illimani.